# Erich Kunz
Pour les articles homonymes, voir Kunz.
Erich Kunz (né le 20 mai 1909 à Vienne – mort le 8 septembre 1995 à Vienne) est un baryton autrichien. 
Il était membre de l'opéra d'État de Vienne depuis 1940 et y interprétait encore de petits rôles à la fin des années 1980. Il était spécialisé dans les rôles comiques ou humoristiques.

## Discographie sélective
- Avec Wilhelm Furtwängler : La Flûte enchantée (Papageno), Les Noces de Figaro (Figaro)
- Avec Herbert von Karajan : La Flûte enchantée (Papageno), Les Maîtres Chanteurs de Nuremberg (Beckmesser), Les Noces de Figaro (Figaro), Le Chevalier à la rose (Faninal), La Chauve-Souris (Docteur Falke)